# Else Oppler-Legband

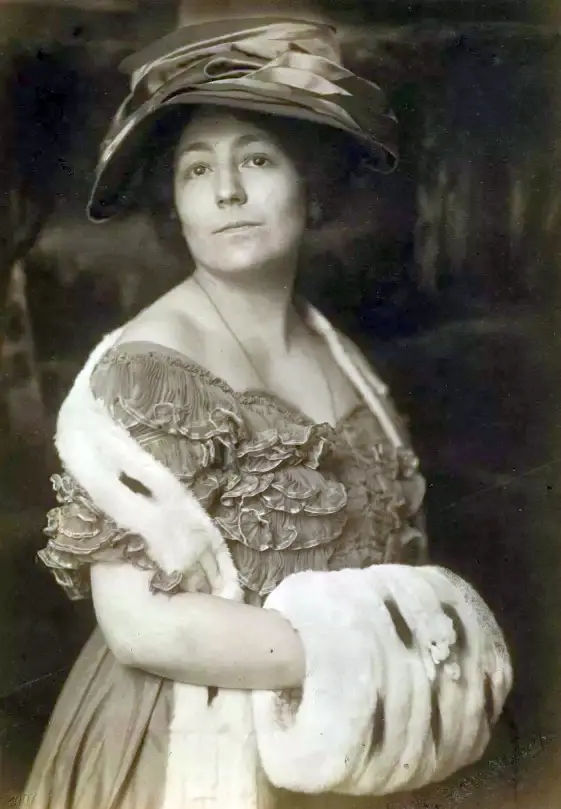
Else Oppler-Legband, Porträt von Minya Diez-Dührkoop, 1907

Else Oppler-Legband, geborene Oppler (* 21. Februar 1875 in Nürnberg; † 7. Dezember 1965 in Überlingen am Bodensee) war eine deutsche Architektin, Innenarchitektin, Künstlerin/Kunsthandwerkerin, Kostümbildnerin und Modeschöpferin. Oppler-Legband zählt zu den Vertreterinnen der sogenannten „Reformkleidung“ in der Frauenmode der 1910er und 1920er Jahre, deren Zentrum Berlin war.

## Leben und Werk
Else Oppler war die ältere von zwei Töchtern von Theodor Oppler (1835–1909) und seiner Frau Julie, geborene Stern (1850–1939). Elses Vater war Chemiker und Besitzer einer Chemischen Fabrik in Fürth. Ihre Kindheit verbrachte sie in Fürth, ihre Jugend in Nürnberg, wo sie das Port’sche Institut besuchte. Ihre Schwester Frida war Kunststickerin, später verheiratet mit Otto Rubensohn. Ihr Onkel war der Architekt Edwin Oppler, Else somit eine Cousine der Künstler Ernst Oppler und Alexander Oppler. Sie durchlief zunächst Ausbildungen an der Münchner Kunstakademie bei Maximilian Dasio (Zeichnen), 1898 ist sie in Dachau wohnhaft. Dann war sie bei Henry van de Velde in Berlin, bei Josef Hoffmann an der Wiener Werkstätte (bei den zwei letztgenannten zusammen mit Lilly Reich) und ab 1901 als Meisterschülerin bei Peter Behrens in Nürnberg (dessen Lebensgefährtin sie in den 1920er Jahren wurde). Das gemeinsame Studium mit Else Oppler-Legband hatte vermutlich wesentlichen Einfluss auf Lilly Reichs Tätigkeitsspektrum.
Von 1901 bis 1903 war sie als künstlerische Leiterin der kunstgewerblichen Abteilung des Nürnberger Vereins Frauenwohl tätig, anschließend von 1903 bis 1904 künstlerische Leiterin der Kunstgewerblichen Abteilung des Kaufhauses Wertheim in Berlin (entweder der A. Wertheim GmbH oder der Firma Wilhelm Wertheim) und Ausbilderin von Lilly Reich.

### Heirat
1904 heiratete Oppler den Intendanten, Regisseur und Bühnenbildner Paul Legband. Um 1913 war sie mit ihrem Mann in Freiburg im Breisgau tätig. Spätestens ab 1913 ist sie als Mitglied im Deutschen Werkbund (DWB) nachgewiesen. Hier nahm sie bedeutende Funktionen ein, beispielsweise als Sprecherin einer nationalen Vortragsreihe 1909; im September 1910 übernahm sie die Leitung der neu gegründeten „Höheren Schule für Dekorationskunst“, welche durch den Deutschen Werkbund, den Verband für kaufmännisches Unterrichtswesen und den Verband Berliner Spezialgeschäfte (VBS) getragen wurde. Ursprünglich in den Räumen des VBS angesiedelt, wurde die Einrichtung zum 1. Januar 1912 der Schule Reimann eingegliedert.
Oppler-Legband zeichnete für die Bauten in mehreren Stummfilmen verantwortlich: König Nicolo (1919, Regie: Paul Legband), Schwarzwaldmädel (1920, Regie: Arthur Wellin), Die Kronjuwelen des Herzogs von Rochester (1920, Regie: Paul Legband), Der Schwarm der höheren Töchter (1920, Regie: Franz Hofer). 1922 war sie die Kostümbildnerin des deutschen Stummfilms Marie-Antoinette, das Leben einer Königin (Regie: Rudolf Meinert). Der Film erhielt mit Schreiben vom 12. Juni 1926 von der Interalliierten Rheinlandoberkommission Verkaufs- und Aufführungsverbot für das besetzte Gebiet.
Die Mitarbeit von Else Oppler-Legband als Designerin der Pianofortemanufaktur Ibach ist namentlich belegt.
Ursprünglich sollte Oppler-Legband die Möbel für das Apartment im Behrens-Bau der 1927 entstandenen Stuttgarter Weißenhofsiedlung entwerfen, schließlich wurde der Auftrag aber von den Brüdern Heinz und Bodo Rasch ausgeführt.
Ihr damaliger Lebensgefährte Peter Behrens, der 1929 den Zuschlag des Wettbewerbes für die Gestaltung des Berliner Alexanderplatzes erhalten hatte, wählte für die Fassadenverkleidung des dortigen Alexanderhauses einen Sandstein aus einem Unstruter Steinbruch, der mehrheitlich im Besitz von Else Oppler-Legband war.

### Flucht vor den Nazis ins Ausland und Tod
Nach der Machtergreifung durch die Hitler-Diktatur in ihrem Heimatland im März 1933 flüchtete die geborene Jüdin zuerst in die Niederlande, dann nach Meran (Südtirol) im faschistischen Italien und schließlich nach Schweden. Sieben Jahre nach dem Ende des Zweiten Weltkriegs im Jahr 1952 kehrte sie nach Deutschland zurück und lebte bis zu ihrem Tod am 7. Dezember 1965 in Überlingen am Bodensee.

## Filmografie
- 1919: König Nicolo
- 1920: Der Schwarm der höheren Töchter
- 1920: Schwarzwaldmädel
- 1920: Die Kronjuwelen des Herzogs von Rochester
- 1922: Marie Antoinette, das Leben einer Königin

## Schriften
- Die Höhere Schule für Dekorationskunst. In: Durchgeistigung der deutschen Arbeit. Jahrbuch des Deutschen Werkbundes 1912, Jena 1912, S. 105–110.